# Aleksandar Alagović
Aleksandar Alagović (Malženice kod Trnave u Slovačkoj, 30. prosinca 1760. – Zagreb, 18. ožujka 1837.), zagrebački biskup.

## Životopis
Djelovao je kao nadstojnik znanosti u sjemeništu u Nitri, tajnik biskupa u Nitri, ravnatelj središnjeg sjemeništa u Pešti. Godine 1821. imenovan je zagrebačkim kanonikom, prepoštom i vranskim priorom, a 1829. zagrebačkim biskupom. Jedan je od osnivača Musikvereina, kasnijeg Glazbenog zavoda te 1836. pokrovitelj "Društva za uzgajanje narodnog jezika i literature". Posebnu pozornost poklanjao je odgoju budućih svećenika. Uredio je park Ribnjak uz biskupski dvor, te sagradio istočnu stranu biskupskog dvora i sjemenište u Zagrebu. Dogradnju dvora izveo je znameniti Bartol Felbinger, a park je uređen 1830. prema nacrtima Leopolda Klinspogla. Objavio je "Čtenja i evangeliumi na vse nedele i sveke celog leta" i podupirao Ignaca Kristijanovića u objavi svoje knjige (Pomochnik, kalendar Danicza zagrebechka).
Od 25. kolovoza 1809. do 23. listopada 1829. bio je naslovnim biskupom risanske biskupije.
| Titule u Katoličkoj Crkvi       | Titule u Katoličkoj Crkvi     | Titule u Katoličkoj Crkvi |
| ------------------------------- | ----------------------------- | ------------------------- |
| prethodnik Maksimilijan Vrhovac | zagrebački biskup 1829.–1837. | nasljednik Juraj Haulik   |